# Kniphofia stricta
Kniphofia stricta là một loài thực vật có hoa trong họ Thích diệp thụ. Loài này được Codd miêu tả khoa học đầu tiên năm 1960.